# Osnago
Osnago – miejscowość i gmina we Włoszech, w regionie Lombardia, w prowincji Lecco.

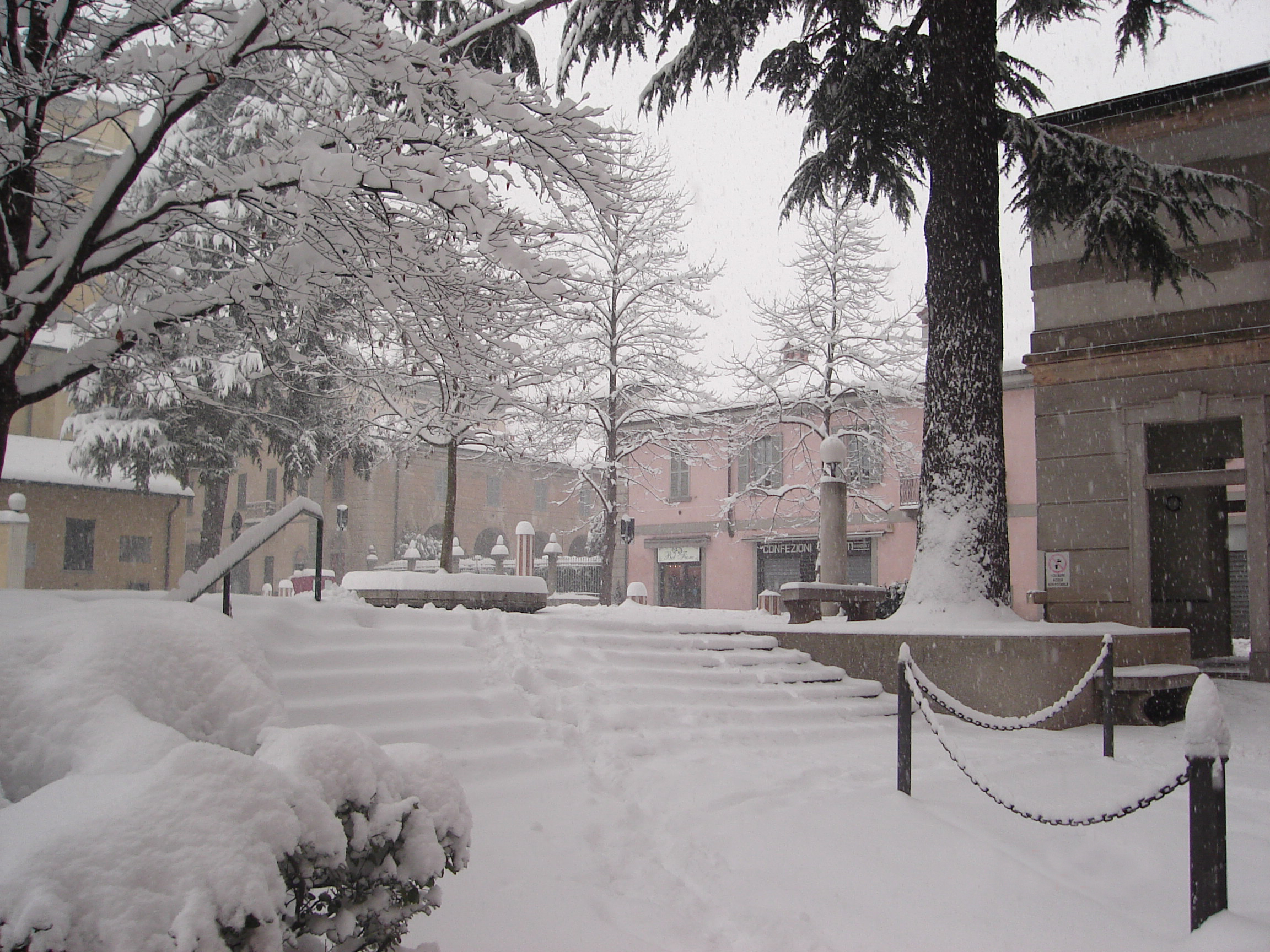
Osnago Neve

Według danych na rok 2004 gminę zamieszkiwało 4357 osób, 1089,2 os./km².